# Pipra cornuta
Pipra cornuta là một loài chim trong họ Pipridae.